# 쓰루사키정
쓰루사키정 (쓰루사키마치)(鶴崎町)은 오이타현 동부, 오이타군에 속해있던 정이다. 현재의 오이타시의 동부, 닛포본선 쓰루사키역 주변에 해당한다. 